# Dicranota polaris
Dicranota polaris är en tvåvingeart som först beskrevs av Riedel 1919.  Dicranota polaris ingår i släktet Dicranota och familjen hårögonharkrankar. Inga underarter finns listade i Catalogue of Life.